# Didier Raquet
Didier Raquet, né le 5 décembre 1970, est un judoka belge qui s'aligna d'abord dans la catégorie des poids légers, puis dans la catégorie des poids mi-moyens.

## Palmarès
En 1994, Didier Raquet gagne la médaille de bronze dans le tournoi de World Cup de Munich en Allemagne.
 
Il a été champion de Belgique U20 en 1990 et trois fois champion de Belgique sénior :
| Chpt de Belgique sénior | Chpt de Belgique sénior | 1992 | 1993 | 1994 | 1995 | 1996 | 1997 | 1998 | 1999 |
| ----------------------- | ----------------------- | ---- | ---- | ---- | ---- | ---- | ---- | ---- | ---- |
| poids légers            | -71 kg                  | 3e   | 1er  | -    | 1er  | 3e   | 3e   | -    |      |
| mi-moyens               | -75 kg                  |      | 1er  |      |      |      |      |      |      |
| mi-moyens               | -81 kg                  |      |      |      |      |      |      |      | 2e   |